# Carl-Friedrich Mohr
Pour les articles homonymes, voir Mohr.
Carl-Friedrich Mohr (10 mai 1907 - 29 janvier 1984) était un Kapitänleutnant de la Kriegsmarine durant la Seconde Guerre mondiale et récipiendaire de la Croix de chevalier de la Croix de fer pour son rôle moteur dans le raid de Granville lancé depuis les îles Anglo-Normandes occupées en mars 1945.

## Décorations
- Croix de fer (1939) 2e et 1re classe
- Croix de chevalier de la Croix de fer (11 mars 1945)

## Sources
- (en) Cet article est partiellement ou en totalité issu de l’article de Wikipédia en anglais intitulé « Carl-Friedrich Mohr » (voir la liste des auteurs).